# Seminario de nobles

Patio del seminario de Nobles de Calatayud, provincia de Zaragoza, España. Para visualizar la panorámica esférica hacer click aquí.

Un seminario de nobles es una institución educativa superior antigua que existía en España, destinada a educar a los hijos de los nobles y de la burguesía en los niveles previos a la universidad.

## Historia
Estaban a cargo en un principio de los jesuitas y, al iniciarse el siglo XVIII, los había ya en Barcelona y en Valencia; el de Madrid se fundó en 1725 con el propósito elitista de acoger a los nobles que asistían al Colegio Imperial, el cual, a lo largo  de la centuria anterior, se había visto cada vez más frecuentado por los vástagos de la burguesía madrileña. En el momento de la expulsión de los jesuitas en 1767 había 112 de estas instituciones en la Península y 120 en territorio americano. En el siglo XVIII fueron famosos por su Ilustración el de Madrid y el de Vergara.
En 1785 Campomanes, fiscal del Consejo de Castilla, propuso cubrir el vacío educativo creado por la expulsión de los jesuitas fundando seminarios de nobles por toda la geografía española, con planes de estudio análogos a los impartidos en Vergara y Madrid e interrogó a las Sociedades Económicas de Amigos del País; pero los edificios de los antiguos colegios de la Compañía de Jesús se usaban ya para otros cometidos y no había de dónde detraer los fondos, así que nada se consiguió. Sin embargo el plan de estudios que debía aplicarse en todos ellos se elaboró en 1788 y, aunque en él las ciencias no desempeñaban un gran papel, se introdujo la geometría, aritmética y física experimental. Una novedad consistió en la admisión en ellos de los vástagos de la burguesía, al igual que se hacía en Vergara.

## Lista de seminarios de nobles de España e Hispanoamérica
- Reales Estudios de San Isidro (Madrid)
- Seminario de Nobles de Vergara
- Real Seminario de Nobles de Valencia
- Real Seminario de Nobles de Calatayud
- Real Seminario de Nobles de Barcelona
- Real Seminario de Nobles de Gerona